# John Frederick Miller

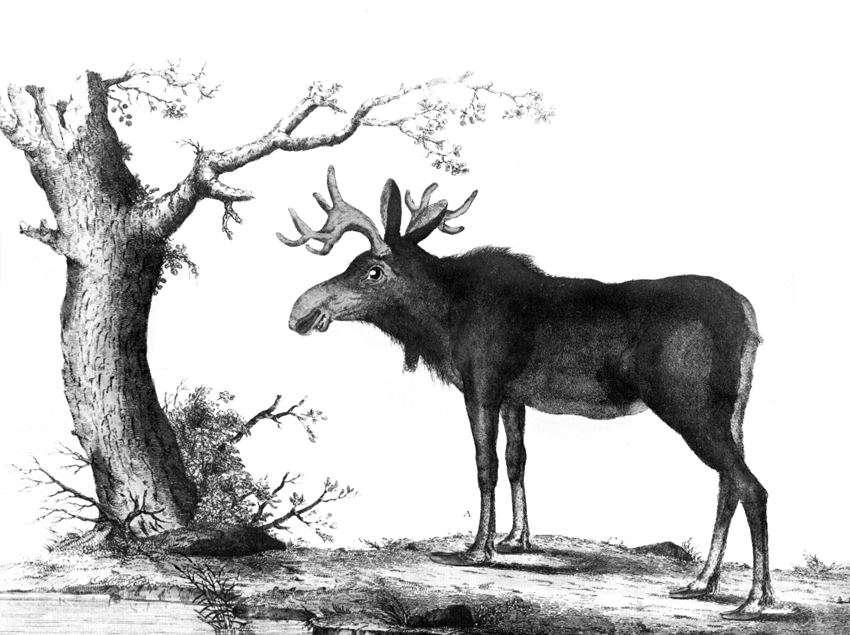
Illustratie uit Cimelia Physica

John Frederick Miller (1759–1796) was een Britse illustrator van vooral plantkundige onderwerpen.
Miller was de zoon van een van oorsprong Duitse illustator en graficus Johann Sebastian Müller (1715 – c. 1790), die zich in 1744 in Groot-Brittannië vestigde en ook gespecialiseerd was in het maken van afbeeldingen van planten. John Frederick en zijn broer James maakten uitgewerkte illustraties van de schetsen die Sydney Parkinson maakte tijdens de eerste reis (1768 - 1771) van James Cook. In 1772 vergezelde hij de natuuronderzoeker en plantkundige Joseph Banks bij de eerste Britse wetenschappelijke expeditie naar IJsland.
Miller publiceerde Cimelia Physica. Figures of rare and curious quadrupeds, birds, &c. together with several of the most elegant plants (1796) met tekst van George Shaw. 
Miller is soortauteur van zeven verschillende soorten vogels waaronder de koningspinguïn (Aptenodytes patagonicus) en kleine Indische trap (Sypheotides indicus).
- Author citation (botany): J.F.Mill.
- Stuttgart Database of Scientific Illustrators 1450–1950: 987
- Gemeinsame Normdatei: 141705159
- International Standard Name Identifier: 0000 0001 1795 6541
- Library of Congress Control Number: nb2007028875
- RKD-Nederlands Instituut voor Kunstgeschiedenis: 342376
- Museum of New Zealand Te Papa Tongarewa: 38982
- Trove: 1196774
- Union List of Artist Names: 500014736
- Virtual International Authority File: 7263884
- WorldCat: E39PCjxkdgrGyRg7XvtdwFkcmq